# Aloeides euadrus
Aloeides euadrus är en fjärilsart som beskrevs av Fabricius 1787. Aloeides euadrus ingår i släktet Aloeides och familjen juvelvingar. Inga underarter finns listade i Catalogue of Life.